# Philipp Andreas Kilian
Pour les articles homonymes, voir Kilian.
Philipp Andreas Kilian, né le 20 octobre 1714 à Augsbourg et mort 18 janvier 1759 dans la même ville, est un graveur allemand.

## Biographie
Philipp Andreas Kilian naît le 20 octobre 1714 à Augsbourg.
Il est un des fils de Georg. Après avoir appris l'art de graver sous la direction de Friderich et de Martin Preesler, il parcourt l'Allemagne, et séjourne dans les Pays-Bas pour se perfectionner dans son art auprès des principaux maîtres. De retour dans sa ville natale, il y est nommé graveur de la cour de Saxe par Auguste III, roi de Pologne, qui cherche en vain à l'attirer à Dresde.
Philipp Andreas Kilian meurt 18 janvier 1759 dans sa ville natale.

## Œuvres
Après avoir gravé plusieurs planches pour la galerie du comte de Brühl, ainsi que pour la galerie de Dresde, Philipp Andreas Kilian publie, sous le titre de Picturæ Veteris et Novi Testamenti, un recueil estimé de cent trente gravures, représentant les principaux sujets bibliques d'après les peintres les plus célèbres.
Parmi ses autres gravures, on remarque : Les quatre Docteurs de l'Église, d'après Dosso Dossi ; La Vierge dans sa Gloire, d'après le Corrège ; Le Christ chassant les marchands du temple, d'après Bassano[Lequel ?] ; La Femme adultère, d'après le Tintoret ; L'Adoration des Mages, d'après Paul Véronèse ; Sainte Cécile, d'après Carlo Dolci ; Les hauts Faits des Médicis, d'après les fresques de Marcantonio Franceschini, 10 feuilles ; — les portraits de
François 1er, empereur d'Allemagne, de Frédéric le Grand, de Ferdinand de Brunswick, de la comtesse de Hohenlohe, de son beau-père Engelbrecht, etc..

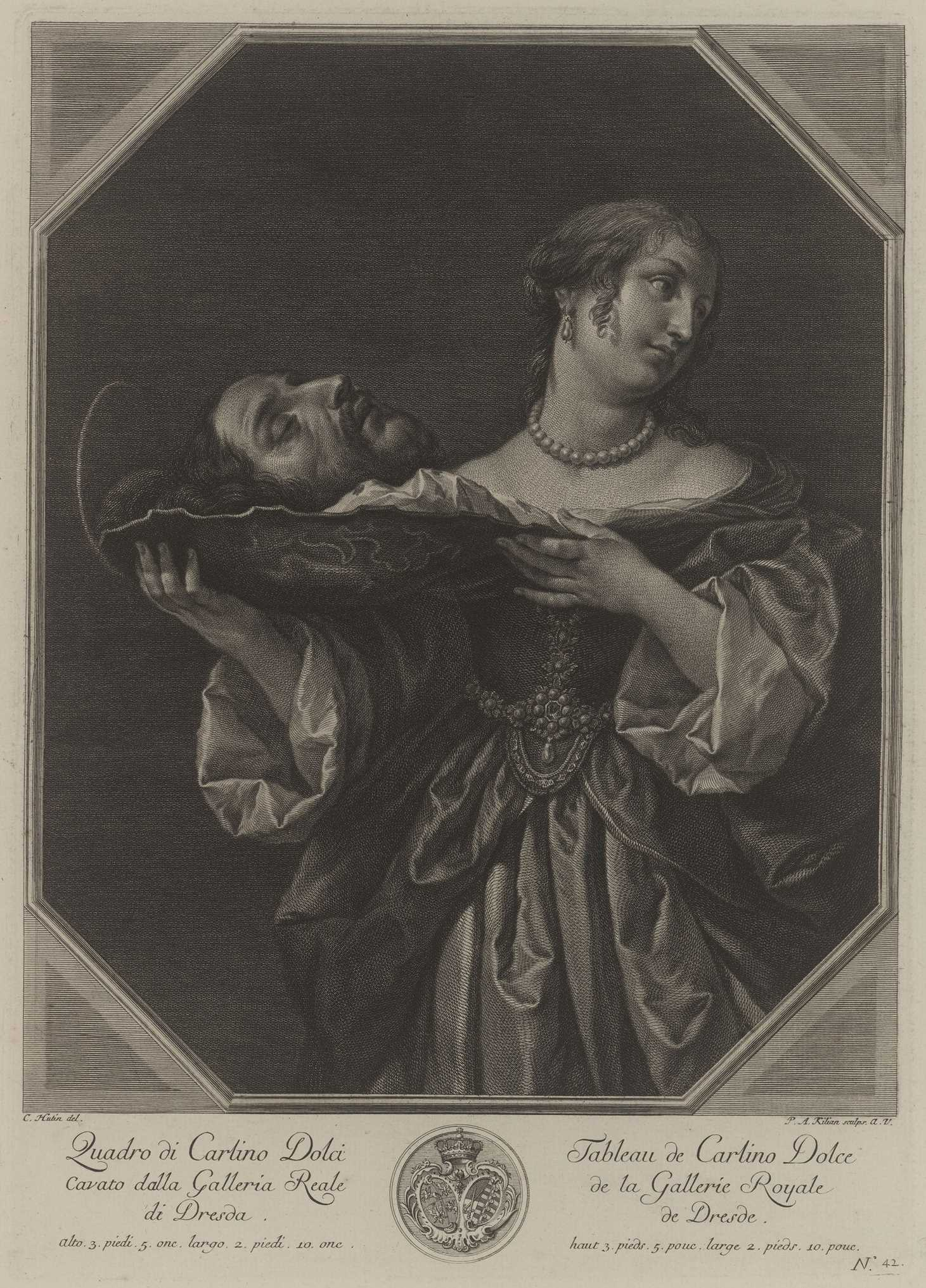
La Fille d'Hérodes, d'après Carlo Dolci (vers 1750, Gemäldegalerie Alte Meister).
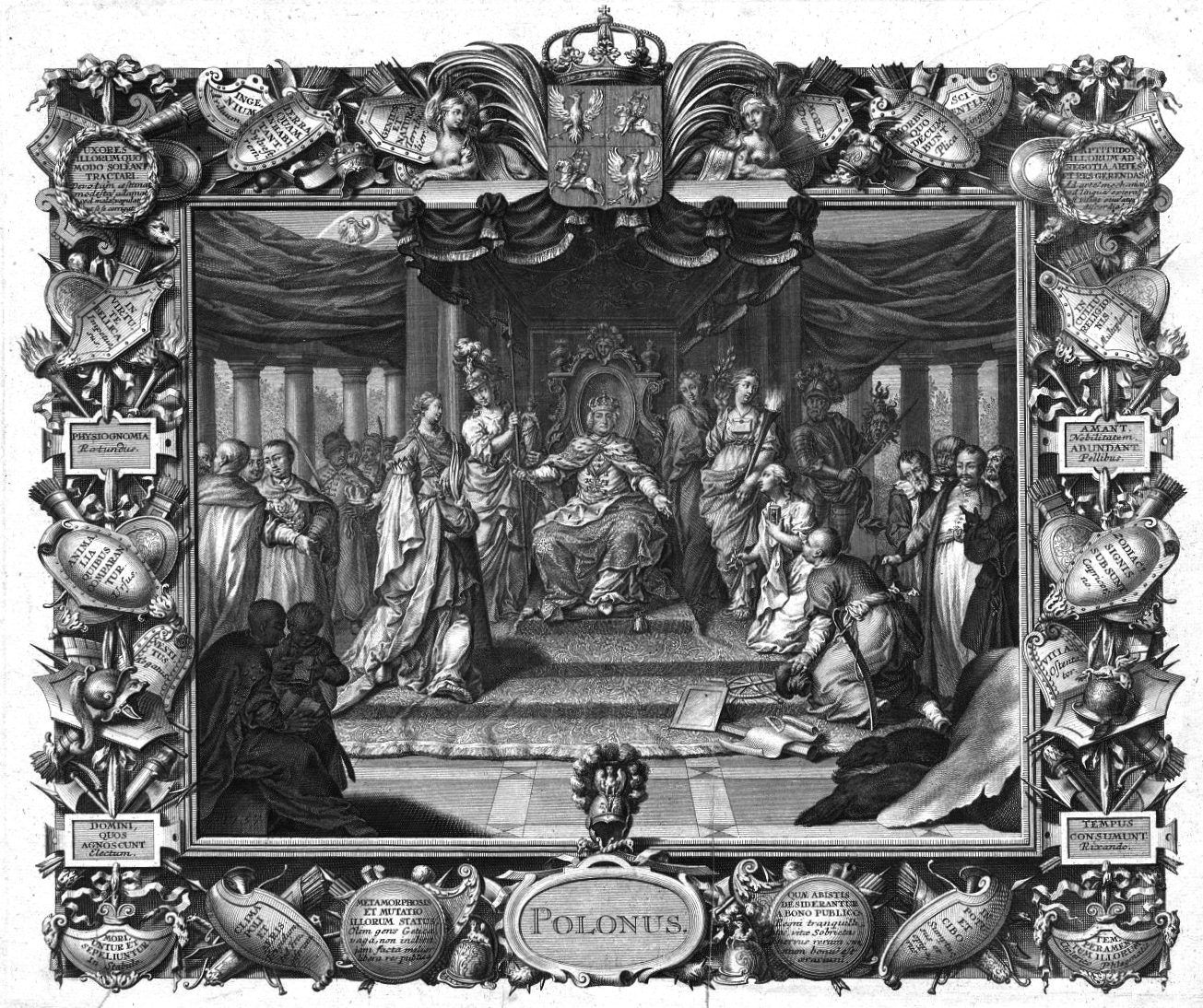
Allégorie des Polonais (avant 1759).
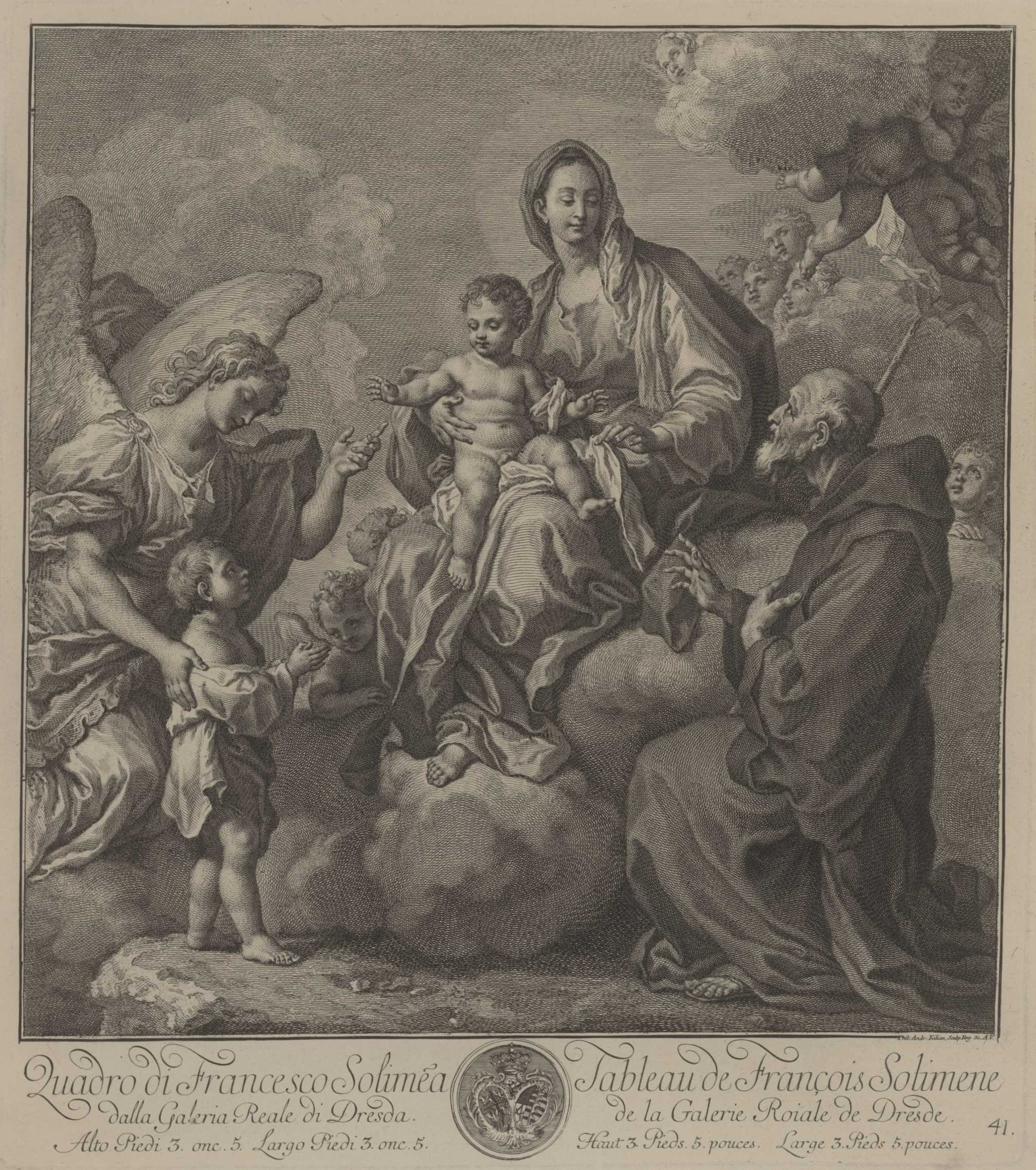
Marie avec l'Enfant et Saint François de Paola, d'après Francesco Solimena (vers 1750, Gemäldegalerie Alte Meister).
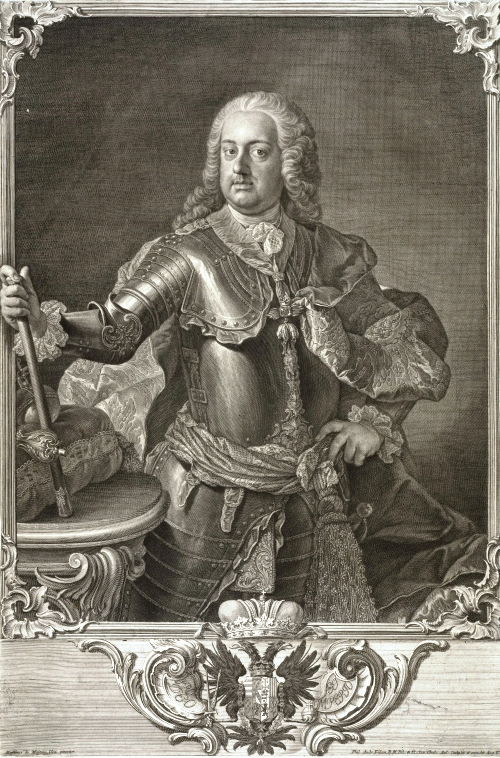
Kaiser Franz I. (1708–1765), d'après Martin van Meytens (avant 1760, Royal Collection).